# 황룡국
황룡국(黃龍國)은 고대 국가로, 고구려 주위에 위치했다.
8년에 고구려의 태자 해명(解明)이 황룡국의 왕이 해명의 힘이 세고 무용(武勇)을 좋아한다는 말을 듣고 강한 활을 선물했지만 해명은 황룡국의 왕이 고구려를 무시할까 염려해 사신 앞에서 활을 당겨 부러뜨린 다음 “내 힘이 센 것이 아니라 활 자체가 굳세지 못하다.”라고 말했다. 그의 아버지 유리명왕이 이를 듣고 황룡국의 왕에게 해명의 목을 베라고 부탁했지만 황룡국의 왕은 해명을 죽이지 않고 보내줬다.